# Guido Guerra (ingegnere)
Guido Guerra (Napoli, 26 aprile 1920 – Napoli, 18 maggio 2011) è stato un ingegnere italiano, professore emerito di costruzioni edili all'Università di Napoli, accademico dei Lincei e presidente dell'Accademia Pontaniana dal 1996 al 2002.
La sua produzione scientifica si caratterizzò per un notevole eclettismo tra diversi ambiti disciplinari e per una spiccata predisposizione all'elaborazione di modelli teorici.

## Biografia
Guido Guerra nacque a Napoli il 26 aprile 1920, figlio dell'ingegnere e architetto Camillo Guerra e nipote, per il lato materno, del finanziere e politico italiano Davide Consiglio.
Dopo la laurea in ingegneria nel 1941 e la successiva specializzazione in Ingegneria aeronautica nel 1942 divenne giovanissimo assistente di cattedra del professore Umberto Nobile. Ottenne la sua prima libera docenza nel 1947 in scienza delle costruzioni, fu docente prima associato e poi di ruolo all'Università di Cagliari e di Napoli. Guerra incentrò prevalentemente i suoi studi sulle forme strutturali elementari delle costruzioni anche se il suo eclettismo intellettuale lo portò ad interessarsi anche a questioni di geometria pura e di filosofia della scienza in collaborazioni con studiosi quali Kazuo Kondo, professore dell'Università di Tokyo. 
La passione per le opere di alta ingegneria civile e per le strutture architettoniche caratteristiche dell'area mediterraneo spinse Guerra ad approfondire in particolare lo studio delle strutture a volta ed, in specie, delle cupole. Per i suoi studi  Guerra ottenne la  laurea honoris causa dall'Università di Salonicco nel 1991. A latere della sua intensa attività scientifica Guerra si dedicò anche allo studio e alla tutela del patrimonio culturale napoletano nell'ambito dell'Accademia Pontaniana di cui fu prima segretario (1990-1996) e poi presidente (1996-2002).

## Opere
- Le strutture murarie degli edifici, Napoli, 1949.
- Statica e tecnica costruttiva delle cupole antiche e moderne, Napoli, 1958.
- La cupola della chiesa del Gesù Nuovo in Napoli, Napoli, 1965.
- A Geometrical method of Systematic Design in Architecture, Napoli, 1966.
- Masonry Domes and Pneumatic Structures, Napoli, 1994.